# Fame Academy

Ausstrahlungsorte des Formats (dunkelblau Staaten mit eigenen Shows)

Fame Academy ist eine weltweit produzierte Castingshow von Endemol International. 
Die Sendung wurde in 14 Ländern ausgestrahlt, 40 neue Bands gegründet und rund 60 Millionen Tonträger verkauft (Stand: November 2003).
Sehr gute Quoten erzielte die Sendung – meist unter den Titeln Star Academy oder Operación Triunfo – in 14 Ländern: Argentinien, Belgien, Brasilien, Bulgarien, Chile, Frankreich, Griechenland, Italien, Kanada, Marokko, Mexiko, Niederlande, Portugal, Spanien, Russland  und Vereinigtes Königreich.
In Deutschland wurde nur eine Staffel im Jahr 2003 produziert, die jedoch floppte.

## Abgrenzung zu anderen Castingshows
Von anderen Castingshows unterschied sich die Sendung dadurch, dass die Teilnehmer Studenten genannt wurden und in einer Art Internat, der Akademie, untergebracht waren. Dort lebten und musizierten sie gemeinsam. Innerhalb der knapp dreimonatigen Ausbildung sollten so Talente gefunden werden, die eine Band bilden.

## Ablauf
In Deutschland bewarben sich bis zum Ende der Bewerbungsfrist am 21. Juli 2003 etwa 1560 musikalische Talente zwischen 18 und 30 Jahren.
In einer ersten Live-Show, in der Ricky Martin zu Gast war, konnten sich 16 von 30 Studenten einen Studienplatz an der Akademie sichern. Werktäglich um 19 Uhr wurde eine Tageszusammenfassung ausgestrahlt, sonntags 18 Uhr folgte eine Live-Sendung, in der ein Kandidat die Sendung verlassen musste.
Die Akademie wurde von Kim Moke, der Leiterin der Hamburger Stage School, geführt. Pate, der Wissen aus eigenen Erfahrungen an die Studenten weitergeben sollte, war DJ BoBo.
In wechselnder Besetzung besuchten Dozenten die Studenten der Akademie, um sie in diversen Bereichen zu unterrichten. Hierzu gehörten u. a.:
- Jane Comerford, Vocalcoach
- Norbert Ghafouri, Schauspieltrainer
- Werner Katzengruber, Medientrainer
- Renick Bernadina, Choreograph
- Franco Carletto, Fitnesscoach

Mit Dozenten nominierte Moke jeden Mittwoch drei Studenten, die sich in der Livesendung am Sonntag beweisen mussten. Von einem möglichen Ausscheiden aus der Sendung war jener Student ausgeschlossen, der sich am Mittwoch durch Telefonvoting als Most Wanted sichern konnte. Auch in der Sonntagsausstrahlung entschieden Anrufer, aber auch die anderen Studenten, welcher Nominierte die Sendung verlassen musste.
Im weiteren Verlauf der Ausstrahlungen waren weitere internationale Stars, wie Christina Aguilera, Alicia Keys, Tiziano Ferro, Gareth Gates oder Sean Paul zu Gast, um mit den Studenten zu singen, Tipps zu geben und in der wöchentlichen Show live aufzutreten.

## Gewinner
Die Fernsehzuschauer konnten im Lauf der Ausstrahlung Vorschläge einreichen, wie die Gewinnerband heißen sollte. Aus diesen wurden fünf ausgewählt, zwischen denen die Zuschauer abstimmen konnten. Am 16. November wurde bekannt gegeben, dass sie Become One heißen wird.
Anfangs war geplant, die Band aus fünf Mitgliedern bestehen zu lassen. In der vorverlegten Finalshow vom 23. November 2003, in der Sarah Connor Stargast war, wurden dann jedoch alle sechs noch verbliebenen Kandidaten in die Band Become One gewählt. Da zwischen dem vorletzten und letzten Kandidat lediglich 0,1 Prozentpunkte der Zuschauerstimmen lagen, entschieden die Dozenten, alle sechs Finalisten in die Band aufzunehmen: Ji-In Cho, Carolin Arnold, Sedat Türüc, Thomas Bopp, David Hernandez sowie Christopher Komm.
Die Debütsingle hieß Don’t Need Your Alibis, die Nachfolge-Single Come Clean. Es folgten Performances bei The Dome, der Bravo Supershow, Top of the Pops, RTL-Mania, MTV-Select und den RTL2 - Apres Ski Hits.
Die Band trennte sich am 25. Juli 2004 nach einem Abschlussauftritt in Geiselwind.

## Teilnehmer
Teilnehmer, die bereits zuvor ausschieden, waren u. a. Gerrit Winter oder Souzan Alavi.

## Ausstrahlung
Ausgestrahlt wurde die von Nova Meierhenrich moderierte Sendung ab dem 7. September 2003 auf RTL II unter dem Titel Fame Academy – Dein Weg zum Ruhm.
Bereits die Live-Auftaktsendung mit 670.000 Zuschauern sowie die erste Tageszusammenfassung mit 560.000 Zuschauern blieb weit hinter den Erwartungen und vergleichbaren Formaten, wie Popstars, Star Search, Die deutsche Stimme 2003 und Deutschland sucht den Superstar, zurück. Aufgrund stets sinkender Zuschauerzahlen wurden die werktäglichen Sendungen auf 17 Uhr vorverlegt. Auch die geplante Finalshow am 7. Dezember 2003 wurde um eine Woche vorgezogen und bereits am 30. November 2003 um 18:00 Uhr ausgestrahlt.
Entgegen der internationalen Ausstrahlung war der deutsche Ableger ein Flop und die Sendung wurde nach der ersten Staffel abgesetzt.

## Merchandise
RTL Enterprises und Monte Cristo launchten im Jahr 2003 sowohl eine Spieleversion für den PC und die PlayStation 2.
Teilnehmer, die in einer Livesendung ausschieden, nahmen mit den verbleibenden Studenten Singles auf, die bereits, noch bevor die Gewinner gewählt wurden, in den Charts einstiegen.
| Jahr | Titel                   | Höchstplatzierung, Gesamtwochen, AuszeichnungChartplatzierungen (Jahr, Titel, , Platzierungen, Wochen, Auszeichnungen, Anmerkungen) | Höchstplatzierung, Gesamtwochen, AuszeichnungChartplatzierungen (Jahr, Titel, , Platzierungen, Wochen, Auszeichnungen, Anmerkungen) | Höchstplatzierung, Gesamtwochen, AuszeichnungChartplatzierungen (Jahr, Titel, , Platzierungen, Wochen, Auszeichnungen, Anmerkungen) | Anmerkungen                                                                 |
| Jahr | Titel                   | DE | AT | CH | Anmerkungen                                                                 |
| ---- | ----------------------- | --- | --- | --- | --------------------------------------------------------------------------- |
| 2003 | Because You Loved Me    | DE58 (4 Wo.)DE | AT64 (3 Wo.)AT | — | Fame Academy Feat. Dorothee Gelmar Erstveröffentlichung: 18. September 2003 |
| 2003 | Hot in here             | DE45 (7 Wo.)DE | — | — | Fame Academy feat. Sedat Türüc Erstveröffentlichung: 25. September 2003     |
| 2003 | Ironic                  | DE31 (6 Wo.)DE | AT31 (5 Wo.)AT | — | Fame Academy Feat. Ji-In Cho Erstveröffentlichung: 2. Oktober 2003          |
| 2003 | Life Is a Rollercoaster | DE72 (2 Wo.)DE | — | — | Fame Academy Feat. Gerrit Winter Erstveröffentlichung: 9. Oktober 2003      |
| 2003 | Baby One More Time      | DE56 (4 Wo.)DE | AT62 (2 Wo.)AT | — | Fame Academy Feat. Inesse Chikha Erstveröffentlichung: 16. Oktober 2003     |
| 2003 | Every Breath You Take   | DE27 (7 Wo.)DE | AT37 (4 Wo.)AT | — | Fame Academy feat. Christopher Komm Erstveröffentlichung: 23. Oktober 2003  |
| 2003 | So Wonderful            | DE31 (6 Wo.)DE | AT50 (3 Wo.)AT | — | Fame Academy coached by DJ Bobo Erstveröffentlichung: 30. Oktober 2003      |